# 1424 Sundmania
Sundmania (asteróide 1424) é um asteróide da cintura principal com um diâmetro de 70,75 quilómetros, a 2,972566 UA. Possui uma excentricidade de 0,0674031 e um período orbital de 2 078,5 dias (5,69 anos).
Sundmania tem uma velocidade orbital média de 16,68299306 km/s e uma inclinação de 9,20174º.
Esse asteróide foi descoberto em 9 de Janeiro de 1937 por Yrjö Väisälä.